# Distretto di Bo
Bo è un distretto della Sierra Leone situato nella Provincia del Sud.
Il capoluogo del distretto è la città di Bo.
Dopo il distretto della capitale Freetown, con una popolazione stimata, del 2004, di 552 919 abitanti è il secondo distretto più popoloso.